# Коммунистическая партия Киргизии (СССР)
Коммунистическая партия Киргизии — коммунистическая партия в составе КПСС. Правящая политическая партия Киргизской Советской Социалистической Республики (Киргизская ССР).

## История
30 апреля 1920 года ЦК РКП(б) создал Киргизское областное бюро РКП(б), в которое вошли А. Авдеев, А. Айтиев, А. Алибеков, С. Арганчеев, А. Джангильдин, М. Мурзагалиев, С. Пестковский. С 11 по 18 июня 1921 года в Оренбурге состоялась I Киргизская областная партийная конференция, которая избрала обком партии. В апреле 1922 года было создано Киргизское бюро ЦК РКП(б).
5 декабря 1936 года Киргизская АССР была выделена из состава РСФСР и получила статус союзной республики под названием Киргизской ССР. Спустя полгода ЦК ВКП(б) преобразовал Киргизский обком ВКП(б) в Коммунистическую партию (большевиков) Киргизии.

## Руководство
- 1937 — М. К. Аммосов
- 1937—1938 — К. Кенебаев (и. о.)
- 1938—1945 — А. В. Вагов
- 1945—1950 — Н. С. Боголюбов
- 1950—1961 — И. Р. Раззаков
- 1961—1985 — Т. У. Усубалиев
- 1985—1991 — А. М. Масалиев
- 1991 — Д. Б. Аманбаев